# Francis Laruaz
Pas d'image ? Cliquez ici

a Compétitions nationales et continentales officielles uniquement.

Dernière mise à jour le 9 octobre 2019.
Francis Laruaz , né le 1er octobre 1966 à Annecy-le-Vieux (74), est un joueur de rugby à XV évoluant au poste de pilier droit.

## Biographie
Francis Laruaz commence sa carrière rugbystique à Annecy en 1974 à l’Association des Écoles Sportives d'Annecy (AESA).
Lors de la fusion de cette école avec le club de l'U.S. Annecy, il incorpore l'équipe minime de l'U.S. Annecy en 1979 (Demi-finaliste contre Béziers). 
Il restera dans ce club jusqu'en 1990, avant de signer avec le FCS Rumilly où il découvre l’élite de 1990 à 1994, puis au FC Grenoble lors de la saison 1994-1995 sous l'ère des Mammouths de Grenoble dirigé par Jacques Fouroux et Michel Ringeval. Puis il s'engage au Racing club de France pour la saison 1995-1996 sous la houlette de l’entraîneur (champion du Monde) australien Bob Dwyer.
Il passera les saisons 1997 et 1998 au Rugby Club Nîmois avant de remonter à la capitale pour jouer à nouveau au Racing Club de France et par la même occasion intégrer l'équipe de France Police. C'est en 1989 qu'il fait ses premiers matchs en Groupe A avec le FCS Rumilly et gagne la Coupe André Moga en 1993 avec ce même club.
Jusqu'à son départ sur Paris en 1995, il accommodera la pratique du Rugby au niveau national avec son métier d'artisan boulanger-pâtissier dans l'entreprise familiale à Annecy. Après sa retraite sportive, il exerce la profession de policier à la brigade anti-criminalité d'Annecy. Puis à la police Municipal Le Grand-Bornand

## Palmarès
Coupe André Moga
- Vainqueur (1) : 1993 (FCS Rumilly)